# Abellerol maragda africà
L'abellerol maragda africà (Merops viridissimus) és una espècie d'ocell de la família dels meròpids (Meropidae) que habita el continent africà.

## Morfologia
- Fa 16–18 cm de llargària, dels quals uns 5 cm corresponen a les dues allargades plomes centrals de la cua. Semblant a altres abellerols, és un ocell esvelt amb colors vistosos.
- Sense dimorfisme sexual, el plomatge és verd brillant amb la gola de color verd groguenc clar que el diferencia de d'orientalis i de cyanophrys. Capell i parts superiors amb un tint daurat vermellós.

A les ales, les plomes de vol són vermelloses girant progressivament a verd i les puntes negroses. Una fina línia ocular negra travessa l'ull.
- Iris vermell, bec negre i potes de color gris fosc.
- Els peus són febles, amb els tres dits units a la base.
- Els joves no presenten les llargues plomes centrals a la cua.

## Hàbitat i distribució
Cria en camp obert en arbustos en zones àrides des de Senegal fins al mar Roig a l'altura de Sudan, .

## Llista de subespècies
Se n'han descrit tres subespècies:
- Merops viridissimus viridissimus, Swainson, 1837. Des del Senegal, fins a Eritrea, Etiòpia i l'oest del Sudan.
- Merops viridissimus flavoviridis, Niethammer, 1955. Zones subdesèrtiques del Txad, fins a la vora del mar Roig, a l'altura del Sudan.
- Merops viridissimus cleopatra, Nicoll, 1910. Al llarg de la vall del Nil.

## Taxonomia
Antany considerada part de Merops orientalis. Actualment és considerada una espècie de ple dret.